# Barga (Itàlia)
Barga és una ciutat medieval i comune (municipi) de la província de Lucca a la regió italiana de la Toscana. L'1 de gener de 2018 la seva població era de 9.898 habitants.

## Geografia
Barga, que es troba a 410 msnm, està a 35 km al nord de la capital provincial, Lucca.
Hai como fraziones: Albiano, Castelvecchio Pascoli, Filecchio, Fornaci di Barga, Loppia, Mologno, Ponte all'Ania, Renaio, San Pietro in Campo, Sommocolonia, Tiglio

## Història

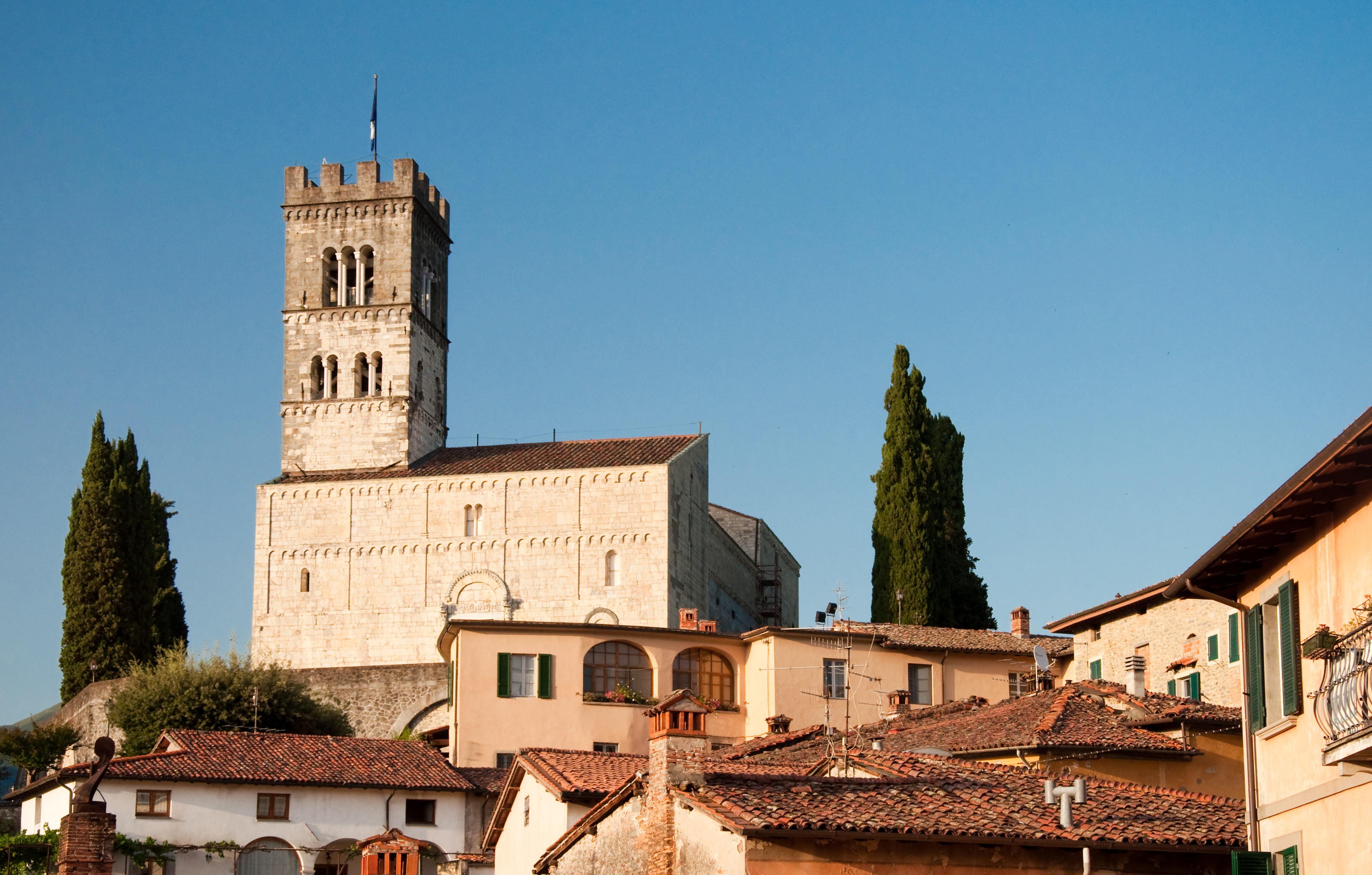
la catedral de Barga

Al segle ix, Barga és esmentada com un feu de la família llombarda Rolandinghi. Al segle xi, Barga va obtenir de Matilde de Toscana amplis privilegis que incloïen exempcions fiscals. No obstant això, formalment Barga encara estava subordinada a Lucca. Quan Matilde va morir, va deixar totes les seves propietats, inclosa la vall de Serchio, a l'església, però no va ser una decisió popular i va causar una guerra. Malgrat la guerra, Barga no va ser saquejada, a causa de la presència del nunci apostòlic enviat a la vall pel Papa Gregori IX. Com a resultat de la guerra, la diòcesi de Lucca va ser abolida i dividida en diverses parts, inclosa la de Pisa. Barga ho va aprofitar, i al segle xiii va ajudar a Pisa contra Lucca, però el 1236 va acabar finalment subordinada a Lucca. Després d'aquests esdeveniments, Barga s'ha desenvolupat com una important ciutat comercial que tenia connexions amb Mòdena a través de carreteres de muntanya.
La ciutat va créixer al voltant del castell, envoltat per una línia de murs, dels quals han sobreviscut dues portes (Porta Reale i Porta Macchiaia). La ciutat era coneguda durant l'edat mitjana per a la fabricació de fils de seda que s'exportaven a centres importants com Florència, i pels seus molins accionats per la potència hidràulica dels rius propers. A l'edat mitjana, Lucca i Pisa van lluitar sovint per conquerir la ciutat adinerada i el territori circumdant, i durant un temps Barga va formar part del domini de Florència, i més tard del Ducat i el Gran Ducat de Toscana. Va ser part del Regne d'Itàlia el 1861. Des de 1923 Barga forma part de la província de Lucca.
La regió va formar part de la Línia Gòtica a la Segona Guerra Mundial, i va ser l'escenari de durs combats entre els aliats i els alemanys des d'octubre de 1944 fins a l'abril de 1945.

## Llocs d'interès
Els principals llocs d'interès inclouen:
- La col·legiata de San Cristoforo (la catedral de Barga) (segles XI-XVI), el principal exemple d'arquitectura romànica a la vall de Serchio. De l'església original, construïda en pedra calcària local, queden restes de la façana. L'interior té una nau principal i dues de laterals. Alberga una gran (3.5 m) estàtua de fusta de Sant Cristòfol, patró de la ciutat. El púlpit (segle xii) va ser dissenyat per Guido Bigarelli, amb quatre columnes de marbre vermell descansant sobre escultures de lleons. El campanar conté tres campanes, la més antiga data del segle xvi.
- Arringo, un gran prat entre el Duomo i el Palazzo Pretorio.
- Loggia del Podestà (segle XIV).
- Església de San Francesco, amb obres d'Andrea della Robbia.
- Església de la Santissima Annunziata.
- Església del Santissimo Crocifisso (segle XV).
- Casa Museu Pascoli: va ser la casa del poeta Giovanni Pascoli entre 1895 i 1912, i de la seva germana Mariù

## Ciutats agermanades
- Hayange, França
- Gällivare, Suècia
- Orleans (Massachusetts), Estats Units
- Prestonpans, Escòcia
- Cockenzie and Port Seton, Escòcia
- Longniddry, Escòcia  Arxivat 2018-09-28 a Wayback Machine.